# Bomber (Lied)
Bomber ist ein Lied der britischen Band Motörhead, das am 27. Oktober 1979 auf dem gleichnamigen Album Bomber sowie am 1. Dezember 1979 als Single veröffentlicht wurde. Als einer der bekanntesten Songs der Band erschien er zudem in der Folge auf zahlreichen Live-Alben und Kompilationen.

## Entstehungsgeschichte und Veröffentlichung
Es handelt sich um einen Song, der von den damaligen Mitgliedern der Band, Lemmy Kilmister sowie Eddie Clarke und Phil Taylor, geschrieben und eingespielt wurde. Der Titel wurde dadurch inspiriert, dass Lemmy Kilmister den Roman Bomber von Len Deighton gelesen hatte. In dem Buch geht es um einen Bombenangriff der britischen Luftwaffe auf Deutschland, bei dem die Briten die falsche Stadt trafen. Es war zudem der erste Song, den er zu einem Kriegsthema geschrieben hat. Zugleich wurde der titelgebende Bomber Vorbild des Albumcovers des Illustrators Adrian Chesterman, auf dem die Bandmitglieder im Cockpit eines deutschen Bombers aus dem Zweiten Weltkrieg abgebildet sind, sowie für eine zwölf Meter lange Beleuchtungsanlage in Form eines Heinkel He 111-Bombers aus Aluminiumrohr, die für ihre Shows verwendet wurde.

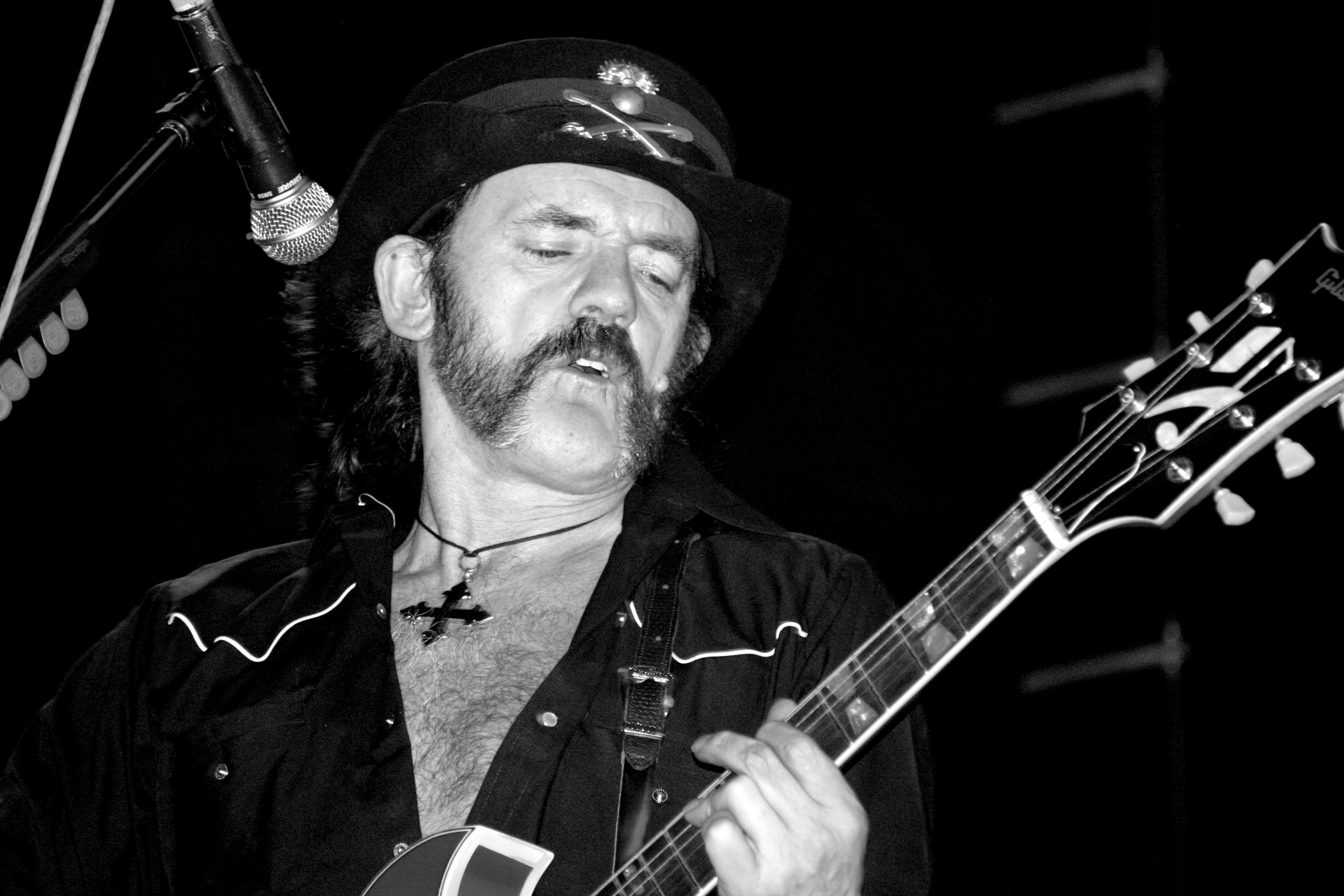
Lemmy Kilmister, Gründer und Sänger der Band Motörhead

Aufgenommen wurde das gesamte Album und damit auch die Single bei den Roundhouse Studios und den Olympic Studios in London. Produziert wurde es von Jimmy Miller für Bronze Records. Das Album erschien am 27. Oktober 1979, und die Single wurde in Großbritannien als 7"-Vinyl-Single veröffentlicht, wobei die ersten 20.000 Exemplare in blaues Vinyl und die danach produzierten Platten in schwarzes Vinyl gepresst wurden. Als B-Seite wurde das Lied Over the Top ausgewählt, das ursprünglich nicht auf dem Album Bomber vorhanden war und erst bei der Neuauflage als CD im Jahr 1996 als Bonus-Track ergänzt wurde. Die Band bewarb ihre Veröffentlichung der Single mit einem Auftritt in der BBC-Fernsehshow Top of the Pops am 3. Dezember des Jahres.

## Charts und Charterfolge
Bomber erreichte Position 34 in den britischen Singlecharts und konnte sich sieben Wochen in der Chartliste platzieren. Es wurde zu Motörheads viertem Charthit in der Heimat und stellte zudem den bis dato größten Charterfolg der Band in den britischen Singlecharts dar. Zuvor hatte Overkill mit Position 39 die höchste Chartnotierung erreicht. Bomber wurde jedoch von der Folgesingle Ace of Spades wieder abgelöst, welche seinerzeit Position 13 erreichte.

## Weitere Veröffentlichungen und Coverversionen
Als einer der bekanntesten Songs der Band war Bomber ein Standard aus der Setlist der Band und erschien entsprechend auf zahlreichen Liveaufnahmen und Kompilationen der Band. Versionen des Songs erschienen auf No Sleep ’til Hammersmith, Everything Louder than Everyone Else, Live at Brixton Academy, Better Motörhead than Dead: Live at Hammersmith, The Wörld Is Ours – Vol. 2: Anyplace Crazy as Anywhere Else und Clean Your Clock sowie auf den Videoaufnahmen The Birthday Party, 25 & Alive Böneshaker und The Best of Motörhead.
Auf der im Februar 1981 erschienenen gemeinsamen EP St. Valentine’s Day Massacre wurde das Lied von Motörhead gemeinsam mit der Band Girlschool eingespielt und veröffentlicht. Diese Aufnahme wurde zudem für das 2009 erschienene Computerspiel Brütal Legend verwendet. Weitere Coverversionen von Bomber erschienen 1992 von der Band Mudhoney, die es als B-Seite der Single Suck You Dry und auf dem Album Piece of Cake verwendete, sowie von Onslaught zusammen mit Tom Angelripper und Phil Taylor, die das Lied 2011 auf ihrem Album Sounds of Violence veröffentlichten.

## Belege
1. ↑  Kory Grow: Motorhead’s Lemmy: My Life in 15 Snarls. auf rollingstone.com, 28. August 2015; abgerufen am 7. Juli 2020.
2. ↑  Motörhead: Bomber-Modellflugzeug erscheint zum 40. Albumjubiläum. metal-hammer.de, 5. September 2019; abgerufen am 17. April 2020.
3. 1 2  Single Bomber auf discogs.com; abgerufen am 17. April 2020.
4. ↑  Single Bomber, Limited Edition, Blue, auf discogs.com; abgerufen am 17. April 2020.
5. ↑  Back In Time: Motörhead performs “Bomber” on Top Of The Pops auf rockandrollgarage.com; abgerufen am 17. April 2020.
6. 1 2  Motorhead. officialcharts.com, abgerufen am 20. April 2020 (englisch).
7. ↑  Kory Grow: Motorhead’s ‘1979’: How One Year Turned the Band Into Punk-Metal Gods. rollingstone.com, 6. November 2010, abgerufen am 20. April 2020 (englisch).
8. ↑  Onslaught feat. Phil Campbell and Tom Angelripper cover of Motörhead’s ‘Bomber’. whosampled.com, abgerufen am 20. April 2020 (englisch).

- v
- d
- b